# Quercus chapmanii
Quercus chapmanii är en bokväxtart som beskrevs av Charles Sprague Sargent. Quercus chapmanii ingår i släktet ekar, och familjen bokväxter. Inga underarter finns listade.

## Bildgalleri

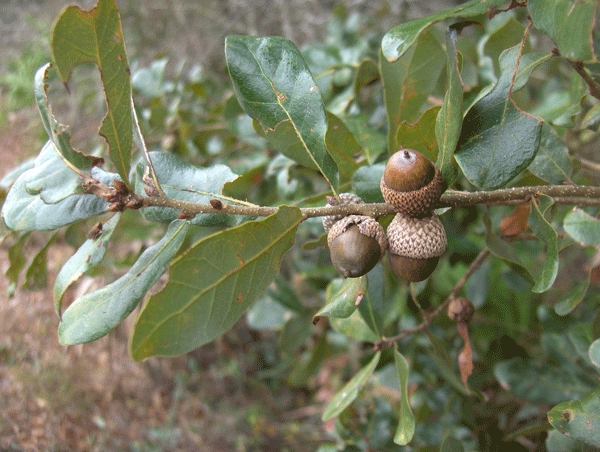
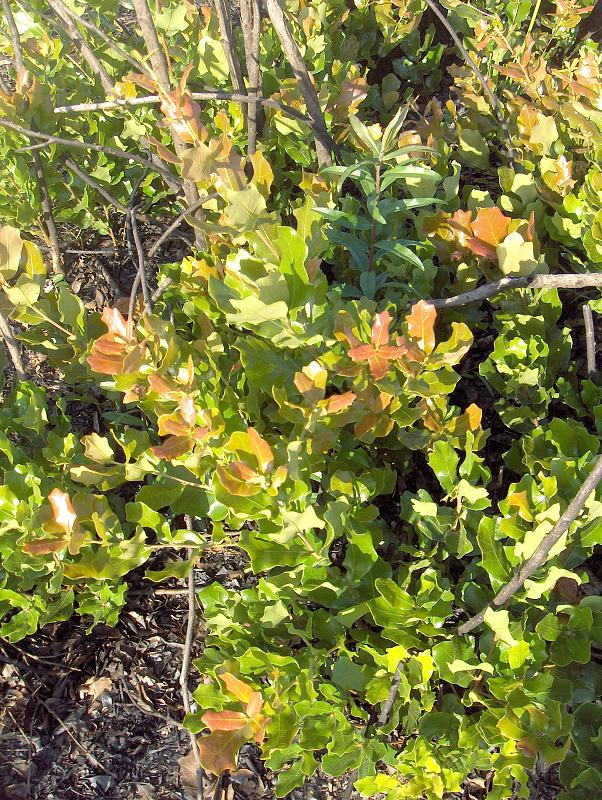
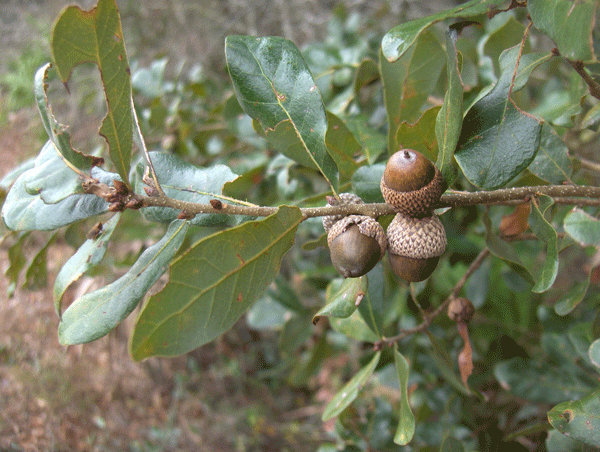